# Метрополитано (футбольный клуб)
«Метрополита́но» (порт. Clube Atlético Metropolitano) — бразильский футбольный клуб из города Блуменау. В 2017 году выступал в Серии D Бразилии.

## История
Клуб основан 22 января 2002 года, домашние матчи проводит на стадионе «Монументал до Сеси», вмещающем 6 тыс. зрителей. Главным достижением «Метрополитано» является выход в финал кубка штата Санта-Катарина в 2009 году. В 2008 году провёл один сезон в Серии C чемпионата Бразилии. С 2010 года выступает в Серии D.

## Достижения
- Финалист Кубка штата Санта-Катарина (1): 2009